# The Terrible Couple
Pour plus de détails, voir Fiche technique et Distribution.
The Terrible Couple (翔んだカップル, Tonda kappuru) est un film japonais, sorti en 1980. C'est l'adaptation du manga du même nom de Kimio Yanagisawa.

## Fiche technique
- Titre original : 翔んだカップル, Tonda kappuru
- Titre français : The Terrible Couple
- Réalisation : Shinji Sōmai
- Scénario : Shoichi Maruyama d'après le manga de Kimio Yanagisawa
- Musique : Izumi Kobayashi
- Pays de production :  Japon
- Format : couleurs - 35 mm - mono
- Genre : drame
- Durée : 122 minutes
- Date de sortie : 1980

## Distribution
- Shingo Tsurumi : Tashiro, Yûsuke
- Hiroko Yakushimaru : Yamaha, Kei
- Mieko Harada :
- Mariko Ishihara : Sugimura, Akimi
- Hiroshi Madoka : Teacher Wada
- Toshinori Omi : Nakayama, Wataru
- Hiroyuki Sanada : Isozaki

## Distinctions
- Festival du film de Yokohama 1981 :
  - Meilleure actrice pour Hiroko Yakushimaru
  - Meilleur nouveau réalisateur pour Shinji Sōmai
  - Meilleur scénario pour Shoichi Maruyama